# Амені Кемау
Амені Кемау — давньоєгипетський фараон з XIII династії.

## Піраміда
Амені Кемау звів свою піраміду на південь від Дахшура. 1957 року гробницю дослідував Чарльз М'юсес. Початково піраміда мала основу 50 м2 та була 35 метрів заввишки, утім нині колишня царська усипальниця перетворилась на купу каміння. Внутршні кімнати також були сильно пошкоджені. Поховальну камеру було вирізано з суцільної брили кварциту, подібно до піраміди Аменемхета III.